# Mozonte
Mozonte é um município da Nicarágua, situado no departamento de Nueva Segovia. Tem 218 km² de área e sua população em 2020 foi estimada em 8.748 habitantes.